# El remanso (película de 1938)
 El remanso  es una película de Argentina filmada en blanco y negro dirigida por Ladislao Haida sobre el guion de Uberfil Boccalandro que se produjo en 1938 y nunca se estrenó comercialmente. Tuvo como actores principales a Amery Darbón y Andrés Labrano.

## Localización
Fue filmada en escenarios naturales del río Paraná.

## Reparto
- Amery Darbón
- Andrés Labrano
- Atilio Flores
- Manuel Sebastián
- Ángel Marzoratti
- Francisco Cardelli